# Hunfrid de Friül
Hunfrid va ser marcgravi d'Ístria i, segons algunes fonts, duc de Friül des de 799 al voltant de 804, quan un duc de nom Joan governava a Ístria. Va ser el fundador de la família dels Hunfridings. Hunfrid apareix a Ístria com a marchio per primera vegada el 799, el mateix any en què va morir el duc Eric de Friül.
Era un alemany i un compte de (o a) Rhaetia (Rètia), esmentat el 806 i 808. Sobre la base de la seva presència en una llista de personatges al libris memorialis de Reichenau i Sankt Gallen, es presumeix que es va casar amb Hitta (Hidda), una Udalrichinga i, probablement, la neboda o neta de Gerold de Vintzgau i, per tant, una cosina o neboda del predecessor d'Hunfrid a Friül, Eric. Amb base en els mateixos libris memorialis, fou probablement el pare d'Adalbert, el seu successor a Rhaetia, d'Odalric, que es va convertir en comte de Barcelona, a l'altra cantó de l'Imperi, i d'Hunfrid II, que es va convertir en dux super Redicam (duc de la Rètia superior) i ancestre dels posteriors ducs de Suàbia de la casa dels Hunfridings, Burcard I, Burcard II i Burcard III.
Vers el 808 el va succeir Aió.